# Meguion
Meguion (en russe : Мегион) est une ville russe située dans le district autonome des Khantys-Mansis–Iougra. Sa population s'élevait 48 539 habitants en 2013.

## Géographie
Meguion se trouve dans la plaine de Sibérie occidentale, à 27 km au nord-ouest de Nijnevartovsk, à 383 km à l'est de Khanty-Mansiïsk et à 2 284 km à l'est-nord-est de Moscou.
La distance jusqu'à la gare ferroviaire « Meguion » est de 15 km. L'aéroport le plus proche se trouve dans la ville de Nijnevartovsk.

## Population
Recensements (*) ou estimations de la population
| 1959* | 1970* | 1979*  | 1989*  | 2002*  |
| ----- | ----- | ------ | ------ | ------ |
| 400   | 6 431 | 23 629 | 39 783 | 46 566 |

| 2006   | 2010*  | 2012   | 2013   | 2014 |
| ------ | ------ | ------ | ------ | ---- |
| 47 527 | 49 449 | 48 763 | 48 539 | -    |

## Économie
L'économie de Meguion est liée à la production de pétrole et au traitement du gaz naturel.
L'entreprise la plus importante est la société pétrolière Meguionneftegaz (également connue sous le nom de Meguion).
La ville a sept écoles secondaires, le Collège sibérien et le lycée. Meguion compte plusieurs hôtels : Adria, Gostinyi Dvor, Meguion.